# نام سوئدی
سوئدی‌ها یک نام خانوادگی دارند و یک یا چند نام کوچک. داشتن دو نام کوچک در میان آنان متداول است. نام خانوادگی به ترتیب زیر از والدین به ارث می‌رسد: ۱) نام خانوادگی یکسان با برادر یا خواهر بزرگ‌تر، در صورت وجود؛ ۲) توافق والدین؛ ۳) نام خانوادگی مادر. به عبارت دیگر، نام خانوادگی فرزند اول خانواده هرچه انتخاب شد، نام خانوادگی فرزندان بعدی نیز همان است. برای انتخاب نام خانوادگی فرزند اول، بنا بر توافق پدر و مادر، از نام خانوادگی یکی از آن‌ها استفاده می‌شود؛ اگر توافق حاصل نشد، نام خانوادگی مادر در اولویت است. در مکالمات معمولاً تنها از یکی از نام‌های کوچک برای خطاب کردن فرد استفاده می‌کنند که می‌تواند نام کوچک اول یا دوم باشد. وقتی نام شخص را کامل می‌نویسند، نام خطابی (به سوئدی: tilltalsnamn) را با ستاره، حرف بزرگ، زیرخط کشیدن، یا کج کردن مشخص می‌کنند. مثلاً مرتا بیرگیت* نیلسون با عنوان بیرگیت نیلسون شناخته می‌شود و اگنتا* اسه فلتسکوگ با عنوان اگنتا فلتسکوگ.